# Pagodroma nivea
Petrel-nival, pardela-das-neves, petrel-das-neves ou petrel-branco (Pagodroma nivea) é o único membro do gênero Pagodroma. É uma das únicas três aves exclusivamente da Antártida, tendo a distribuição de reprodução mais a sul que qualquer ave.

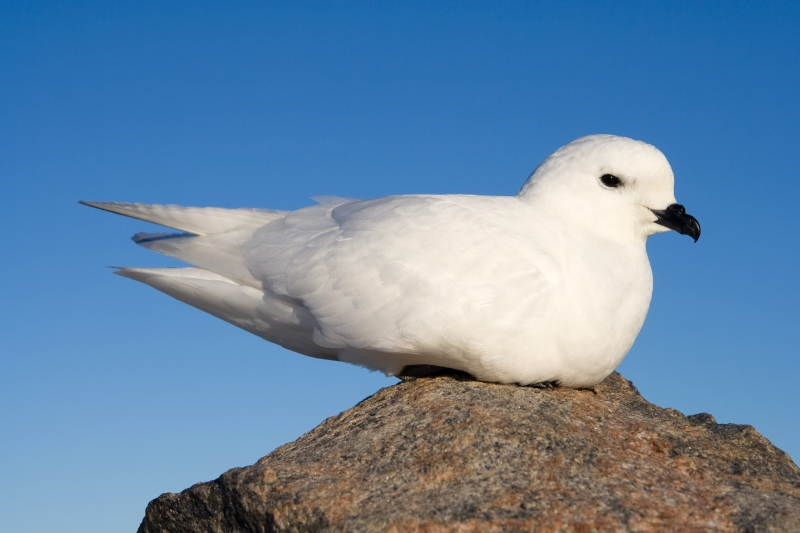
Petrel das neves em seu ninho

Pertence a família Procellariidae.

## Características
O petrel das neves, é um pássaro pequeno, único no seu género, Pagodroma, pertencente à família Procellariidae. Possui uma plumagem quase totalmente branca, olhos escuros e um pequeno bico preto. O comprimento é entre 36 e 41 cm e 76–79 cm de envergadura. É uma das três aves que nidificam exclusivamente na Antártica, no pólo sul. Há duas subespécies, P. nivea confusa e P. nivea nivea, diferindo apenas no tamanho.
Fazem os ninhos em colônias no continente antártico e em várias ilhas; preferindo as falésias próximas. Alguns pássaros permanecem na colônia ao longo do ano, mas geralmente partem entre meados de setembro e início de novembro. Colocam um ovo, que se abrirá em cerca de 41-49 dias.
O petrel branco se alimenta de peixes, alguns cefalópodes, moluscos e krill, bem como carniça. Durante o inverno, são vistos muitos espalhados em icebergs. Raramente visto no norte do território antártico.
Como muitas outras aves o óleo do estômago do petrel pode expulsar intrusos de seus ninhos. Esse óleo fedido é extremamente difícil de se remover. A expectativa de vida dessas aves é de 14 e 20 anos.
Sabe-se que eles se "banham" na neve, e derretem-na para beber.
Em 1995, sua população era estimada na ordem de milhões de indivíduos.
1. ↑  Paixão, Paulo (Verão de 2021). «Os Nomes Portugueses das Aves de Todo o Mundo» (PDF) 2.ª ed. A Folha — Boletim da língua portuguesa nas instituições europeias. ISSN 1830-7809. Consultado em 5 de abril de 2024. Cópia arquivada (PDF) em 23 de abril de 2022
2. ↑  «Procellariidae». Aves do Mundo. 26 de dezembro de 2021. Consultado em 5 de abril de 2024
3. ↑  «Pagodroma nivea». www.gbif.org. Consultado em 18 de setembro de 2022
4. ↑  «Breeding distribution of the snow petrel Pagodroma nivea». British Antarctic Survey (em inglês). Consultado em 18 de setembro de 2022